# Giuseppe De Cristofaro
Giuseppe De Cristofaro detto Peppe (Napoli, 26 giugno 1971) è un politico italiano, esponente di Sinistra Italiana, senatore della Repubblica e presidente del gruppo misto.
Dal 13 settembre 2019 fino al 10 gennaio 2020 è stato sottosegretario di Stato al Ministero dell'istruzione, dell'università e della ricerca nel Governo Conte II, mentre dal 10 gennaio 2020, in seguito allo scorporo dei due ministeri voluto dal Presidente del Consiglio Giuseppe Conte, è sottosegretario al Ministero dell'Istruzione. Il 9 agosto 2020 passa al Ministero dell'università e della ricerca guidato dal ministro Gaetano Manfredi.

## Biografia
Nato a Napoli, dove comincia fin da giovanissimo il suo impegno politico nella Federazione Giovanile Comunista Italiana, l'organizzazione giovanile del Partito Comunista Italiano (PCI), quando frequentava il liceo classico statale Umberto I. Successivamente nel 1993 viene eletto rappresentante degli studenti nel consiglio di amministrazione dell'Università degli Studi di Napoli Federico II, per la lista "Sinistra universitaria".

### Rifondazione Comunista
In seguito allo scioglimento del PCI con la svolta della Bolognina di Achille Occhetto nel 1991, aderisce al Partito della Rifondazione Comunista (PRC), dove tra il 1997 e il 2002 è stato coordinatore nazionale della sua organizzazione giovanile: i Giovani Comunisti. Nel 2001, da coordinatore dei Giovani Comunisti, è stato tra i portavoce nazionali del Genoa Social Forum, la struttura che guida il movimento altermondialista contro il G8 di Genova.
Nel 2002 diventa segretario della federazione di Napoli del PRC.
Alle elezioni politiche del 2006 viene candidato alla Camera dei deputati, ed eletto deputato tra le liste di Rifondazione Comunista nella circoscrizione Campania 1; ricopre inoltre la carica di segretario regionale del partito in Campania.
Alle elezioni politiche del 2008 viene ricandidato alla Camera, nella medesima circoscrizione tra le liste de La Sinistra l'Arcobaleno (lista elettorale guidata dal presidente uscente della Camera Fausto Bertinotti), ma non è stato rieletto a causa del mancato raggiungimento del quorum da parte della Sinistra l'Arcobaleno.

### Sinistra Ecologia Libertà
A seguito della scissione del PRC nel 2009, De Cristofaro lascia il partito per contribuire alla fondazione del Movimento per la Sinistra di Nichi Vendola, poi confluito in Sinistra Ecologia Libertà (SEL), partito di cui è stato segretario regionale in Campania e segretario provinciale di Napoli.
Alle politiche del 2013 viene candidato al Senato della Repubblica, tra le liste di SEL come capolista nella circoscrizione Campania, dove risulta uno dei sette candidati eletti senatori tra le liste di SEL e tornando in Parlamento dopo 5 anni. Nel corso della XVII legislatura ricopre gli incarichi di vicepresidente della 3ª Commissione Affari Esteri, componente della Commissione parlamentare antimafia, della Commissione straordinaria per la tutela e la promozione dei diritti umani, brevemente della 2ª Commissione Giustizia e membro sostitutivo del Comitato parlamentare per i procedimenti di accusa.

### Sinistra Italiana

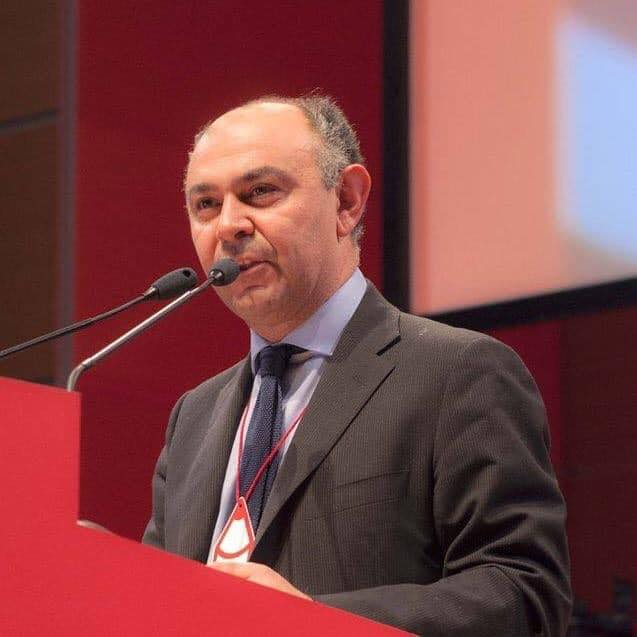
De Cristofaro al congresso fondativo di Sinistra Italiana al Palacongressi di Rimini

Con lo scioglimento di SEL, e la trasformazione del gruppo parlamentare Sinistra Italiana (composto da fuoriusciti dal PD) in partito politico dove confluisce SEL, il 19 febbraio 2017, a margine del congresso fondativo, diventando coordinatore della segreteria nazionale.
Alle elezioni politiche del 2018 viene ricandidato al Senato, nella circoscrizione Campania tra le liste di Liberi e Uguali (LeU), lista elettorale guidata dal presidente del Senato uscente Pietro Grasso, ma non è stato rieletto.

#### Sottosegretario di Stato e Capogruppo al Senato
In seguito alla nascita del governo Conte II tra PD, Movimento 5 Stelle e LeU, il 13 settembre 2019 viene nominato sottosegretario di Stato al Ministero dell'Istruzione, dell'università e della ricerca, in rappresentanza di LeU in quota Sinistra Italiana, carica che mantiene fino alla caduta del governo nel febbraio 2021.

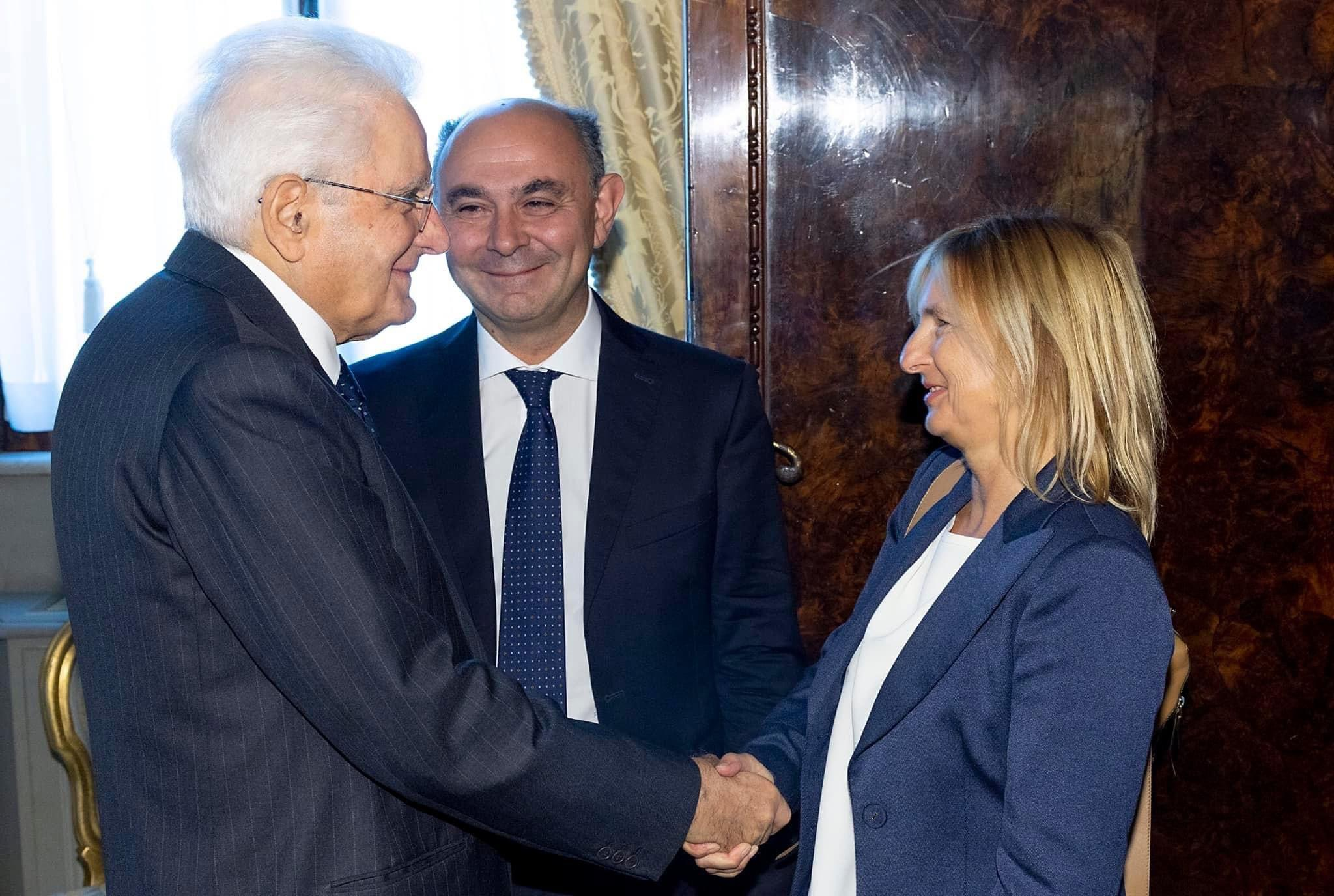
De Cristofaro ricevuto dal Presidente della Repubblica Sergio Mattarella alle consultazioni al Quirinale.

Alle elezioni politiche anticipate del 2022 viene candidato al Senato, per la lista elettorale Alleanza Verdi e Sinistra (AVS) ed eletto nel collegio plurinominale Lazio - 01. 
Nella XIX legislatura è presidente del gruppo misto del Senato, eletto il 18 ottobre 2022.

## Vita privata
È sposato e padre di due figli: Marco e Anna.